# Zescha

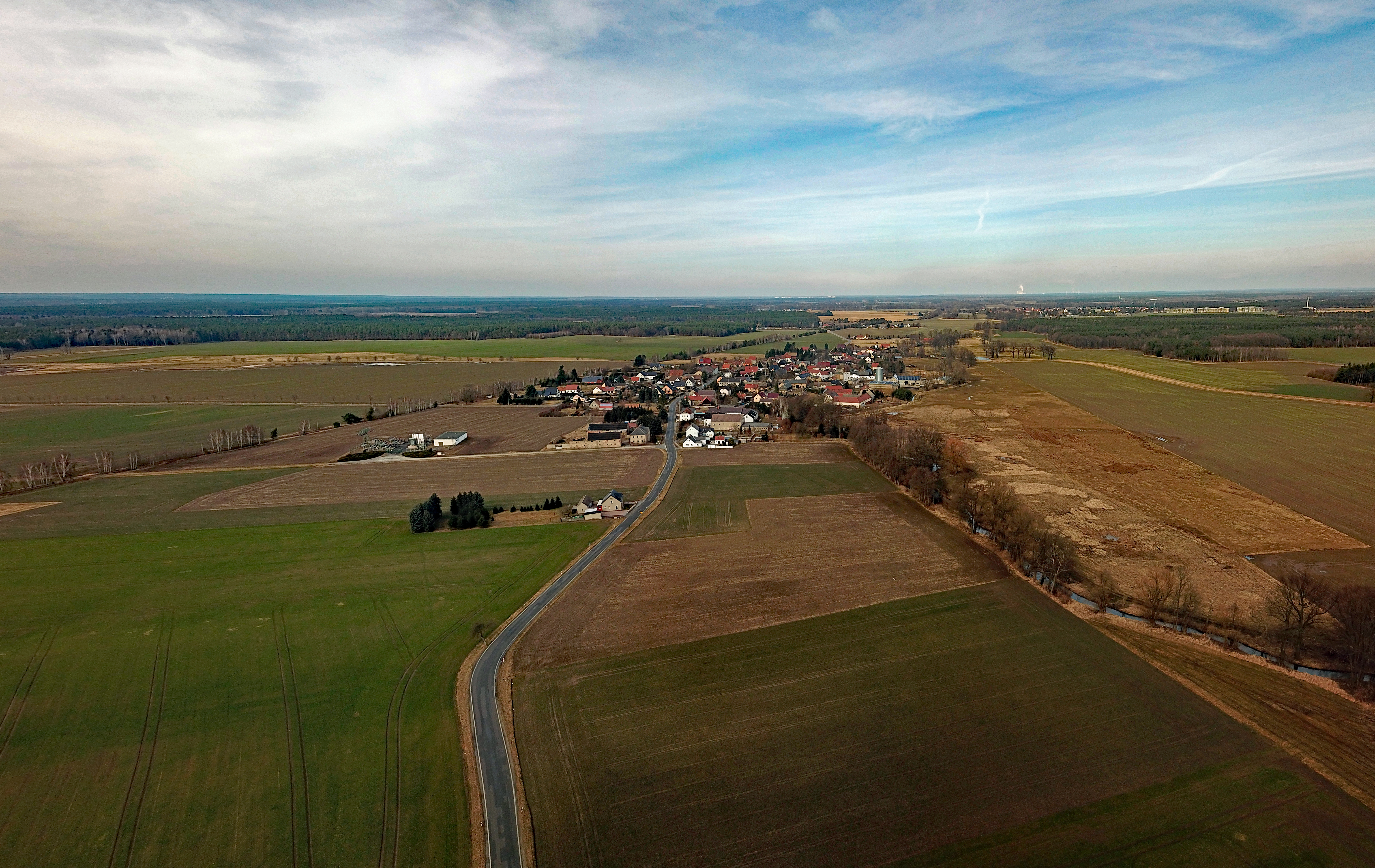
Luftbild

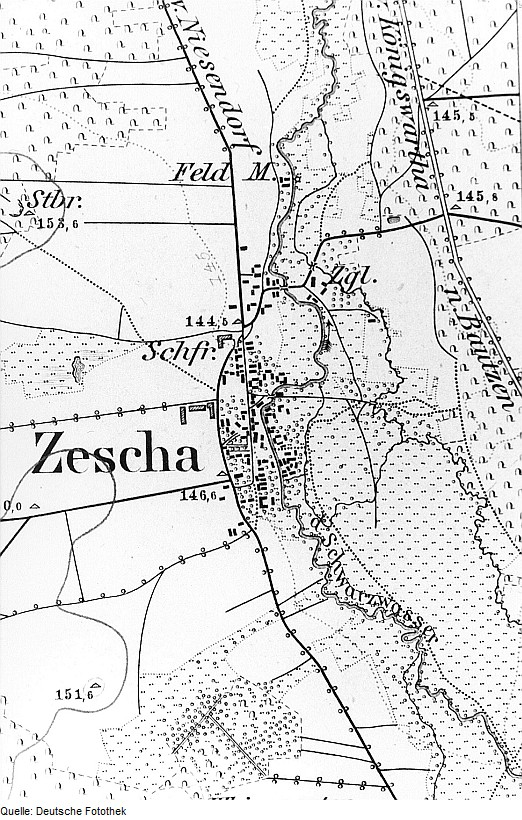
Zescha auf dem Messtischblatt von 1884

Zescha, obersorbisch Šešowⓘ, ist ein Ort im Zentrum des Landkreises Bautzen in Ostsachsen und gehört seit 1978 zur Gemeinde Neschwitz. Der Ort liegt in der Oberlausitz und zählt zum Siedlungsgebiet der Sorben.

## Geografie
Zescha befindet sich etwa 14 Kilometer nordwestlich der Großen Kreisstadt Bautzen entlang des Schwarzwassers, das hier von Süden kommend in Richtung Schwarze Elster fließt. Östlich von Zescha erstreckt sich über acht Kilometer ein zusammenhängendes Waldgebiet bis Milkel.
Die Nachbarorte sind Niesendorf im Norden und Neschwitz im Süden.

## Geschichte
Zescha gehörte bereits vor dem 14. Jahrhundert zur Herrschaft Neschwitz der Adelsfamilie von Schreibersdorf. Die Siedlung wurde erstmals 1357 als Zchesschow erwähnt. Hans Heinrich von Schreibersdorf verkaufte das Rittergut 1646 an Wolf Conrad von Theler. Sohn George Bernhard übernahm es 1673 und nach dem Tod des Vaters im Jahre 1690 sein Sohn Carl Gottlob von Theler. Er verkaufte Zescha 1718 an Gottlob von Penzig, der es am 20. März 1719 von Lehen in Erbe verwandelte. Die Erben verkauften das Rittergut 1739 an Alexander Joseph Graf von Sulkowski, Außenminister des Königs von Polen und Kurfürsten von Sachsen. Danach gehörte es als frei verfügbares Erbgut (Alloid) der Adelsfamilie von Riesch der Herrschaft Neschwitz. 1834 Insolvenzverkauf an Ernst Gustav Herrmann von Kyaw und 1844 Rückkauf durch Isaak Wolfgang Graf von Riesch. Danach Eigentum der Grafen Peralta-Renaud-Riesch sowie der Adelsfamilie der Freiherren von Vietinghoff-Riesch.
Am 19. Mai 1813 kam es im Vorfeld der Schlacht bei Bautzen zu heftigen Kampfhandlungen im Gebiet von Zescha. Ein Gedenkstein erinnert daran.
Zescha war stets ein wirtschaftlich bedeutender Bestandteil der Herrschaft Neschwitz. Forstwirtschaft, Fischzucht, zwei Wassermühlen (Feld- und Dorfmühle), Raseneisenabbau und Viehhandel trugen dazu bei.
Bis 1978 bildete Zescha eine eigenständige Landgemeinde; dann wurde es ins benachbarte Neschwitz eingemeindet.

## Bevölkerung
Für seine Statistik über die sorbische Bevölkerung in der Oberlausitz ermittelte Arnošt Muka in den achtziger Jahren des 19. Jahrhunderts eine Bevölkerungszahl von 285 Einwohnern; darunter waren 267 Sorben (94 %) und 18 Deutsche. Ernst Tschernik zählte in der Gemeinde Zescha 1956 einen sorbischsprachigen Anteil von nur noch 44,7 % der Bevölkerung. Seitdem ist der Gebrauch des Sorbischen im Ort weiter zurückgegangen.
Im Jahr 1925 hatte Zescha 323 Einwohner; davon waren 314 evangelischer Konfession. Nach dem Zweiten Weltkrieg waren bedingt durch den Zuzug von Umsiedlern aus den Ostgebieten zeitweise über 400 Menschen in Zescha ansässig.
Der Ort ist seit dem 16. Jahrhundert durchgängig nach Neschwitz eingepfarrt.

## Infrastruktur
Die Bundesstraße 96 von Bautzen nach Hoyerswerda verläuft einen Kilometer östlich des Ortes.
Seit 1890 verfügte Zescha über einen Haltepunkt an der Eisenbahn von Bautzen nach Königswartha, die 1908 über die sächsisch-preußische Grenze erweitert und somit zur Bahnstrecke Bautzen–Hoyerswerda ausgebaut wurde. Der Verkehr wurde 2001 endgültig eingestellt.